# Diasemopsis hirta
Diasemopsis hirta är en tvåvingeart som beskrevs av Lindner 1954. Diasemopsis hirta ingår i släktet Diasemopsis och familjen Diopsidae.
Artens utbredningsområde är Tanzania. Inga underarter finns listade i Catalogue of Life.